# インドトキコウ
インドトキコウ（学名：Mycteria leucocephala）は、コウノトリ目コウノトリ科に分類される鳥類の一種である。別名ベニハゲコウと呼ばれることもあるが、ハゲコウ属ではなくトキコウ属に分類される。

## 分布
インド、パキスタンからスリランカ、東南アジア、中国南部にかけて分布する。

## 形態
全長約93cm。体色は白色だが下胸に帯状に黒色の部分があり、風切羽、尾羽とも黒い。肩羽、大雨覆、三列風切は、紅色をおびている。頸はやや褐色みをおびている。眼の周囲から嘴の基部までは皮膚が裸出しており、繁殖期には赤いが非繁殖期には橙黄色になる。嘴は橙黄色、脚は灰褐色である。脚は、繁殖期には紅色になる。
幼鳥は全身灰褐色である。
分類的にはトキコウ属であるが、飼育下では別属のコハゲコウと雑種を作った記録がある。

## 生態
湿地や沼地、田圃、河川に生息する。
主に魚類を捕食するが、カエル、爬虫類、甲殻類、昆虫類なども食べる。
水辺に近い森林で、コロニーを形成して繁殖する。しばしば他のコウノトリ類やサギ類と共同でコロニーを作る。雌雄で造巣し、1腹3-5個の卵を産み、抱卵期間は28-32日である。抱卵、育雛は雌雄共同で行う。雛は、約55日で飛べるようになる。

## 人間との関係
かつては生息地の村落の周辺で普通に見られたが、現在は以前と比べて生息数が大幅に減少している。